# Ticket to Ride (dal)
A Ticket to Ride című dal a The Beatles 1965-ben megjelent kislemeze a Help! albumról. A dalt John Lennon írta, szerzőként Lennon–McCartney-t tüntették fel. A dal 1965 áprilisában jelent meg kislemezen. Ez lett az Egyesült Királyságban sorozatban a 7., az Egyesült Államokban sorozatban a 3. listavezető daluk; vezette a slágerlistát Kanadában, Ausztráliában és Írországban is. Ian MacDonald zenekritikus szerint a dal „pszichológiai szempontból mélyebb, mint bármi, amit a Beatles eddig felvett”, és „a maga korában rendkívülinek számított”.
A dal szerepel a Beatles második, Help! című filmjében, melyet Richard Lester rendezett. Koncertfelvételei szerepelnek a The Beatles at Shea Stadium koncertfilmben, a The Beatles at the Hollywood Bowl koncertalbumon és az 1996-ban megjelent Anthology 2 boxseten. 1969-ben feldolgozta a The Carpenters, az ő verziójuk az 54. helyet érte el a Billboard Hot 100-on.